# Maria Laurenti
Maria Laurenti (Roma, 28 de febrer de 1904 - Roma, 18 de maig de 2004) fou una soprano italiana.
Va estudiar a Roma abans de fer el seu debut en 1926 a Gènova al Politeama Genovese amb La Bohème. Es va establir ràpidament als principals teatres italians, a més de cantar a Espanya. Va cantar diverses temporades al Gran Teatre del Liceu de Barcelona.